# Смит, Вилли (велогонщик)
Виллем Якобус Смит или Вилли Смит (африк. Willem Jakobus Smit; род. 29 декабря 1992 в Лиденбурге, ЮАР) —  южноафриканский профессиональный  шоссейный велогонщик, выступающий за команду мирового тура  «Roland Cycling Team».

## Достижения
2013
1-й  Чемпион Африки — Индивидуальная гонка (U23)
2-й Чемпионат Африки — Индивидуальная гонка
2015
5-й Чемпионат Африки — Индивидуальная гонка
7-й Чемпионат Африки — Групповая гонка
2017
1-й  Чемпион Африки — Групповая гонка
1-й  - Тур Мелеса Зенауи  - Генеральная классификация
1-й  - Очковая классификация
1-й - Этап 5
3-й Чемпионат ЮАР — Групповая гонка
3-й Чемпионат ЮАР — Индивидуальная гонка
4-й Чемпионат Африки — Индивидуальная гонка